# Mohed Altrad

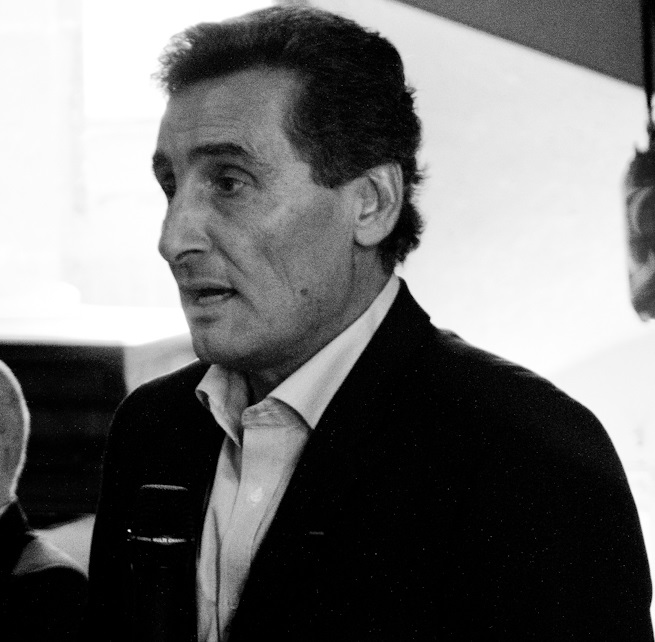
Mohed Altrad (2012)

Mohed Altrad (geboren 9. März 1948 oder 1951 in Syrien) ist ein syrisch-französischer Unternehmer und Schriftsteller. Er ist Gründer und Besitzer der Altrad-Gruppe, die Großbaustellen mit Gerüsten und Baumaschinen ausrüstet. Die Firmengruppe hat knapp 42.000 Beschäftigte in über 50 Ländern (Stand: 2020).

## Leben
Mohed Altrad behauptet, das Ergebnis einer Vergewaltigung zu sein. Sein Vater war ein Beduinenstammführer in Syrien in der Nähe von Raqqa, seine Mutter ein Mitglied desselben Stammes. Von dem Stammeshäuptling verstoßen, brachte ihn seine Mutter allein in der syrischen Wüste zur Welt, sie starb sehr bald nach seiner Geburt. Sein Geburtsdatum ist nicht überliefert, er hat daher selbst einen Tag festgelegt, als Jahr kommt 1948 oder 1951 in Frage.
Altrad wuchs bei seiner Großmutter mütterlicherseits auf, wurde in großer Armut aufgezogen und in der Schande, der Sohn einer verstoßenen Frau zu sein. Seine Großmutter bestimmte für ihn, Hirte zu werden. Dank eines niedergelassenen Cousins ließ er sich in Raqqa nieder. Als Beduine wurde ihm der Zugang zur Schule verweigert. Er brachte sich das Lesen selbst bei, indem er an der Schule dem Lehrer zuhörte. Dieser bemerkte seine Begabung und half ihm. So absolvierte er das Abitur mit 17 Jahren.
Mit einem Begabtenstipendium nahm er 1972 ein Informatikstudium in Montpellier auf, dafür musste er die französische Sprache lernen. Nach dem Diplom promovierte er 1978 an der Universität Paris VIII. Er arbeitete zunächst als Informatiker in den Großkonzernen Alcatel und Thomson, dann bei der Abu Dhabi National Oil Company (ADNOC). Zurück in Frankreich gründete er mit einem englischen Partner, Richard Alcock, ein IT-Unternehmen France Informatique Électronique et Telematique (FIET), das sie 1984 an Matra verkauften.
Mit dem Erlös kauften sie 1985 ein mittelständisches Unternehmen aus der Region Herault, MEFRAN. Das Unternehmen war bankrott, aber auf Gerüstbau spezialisiert. Altrad glaubte an das Unternehmen und nannte es in Altrad um. Die Firma wurde erfolgreich saniert. Er baute ein Managementteam auf, mit Spezialisten für Übernahmen und Finanzierung. Übernahmen, Fusionen und Unternehmensgründungen wurden in Europa und weltweit durchgeführt. Schließlich übernahm die Altrad-Gruppe 2015 den niederländischen Industrieanlagenbauer Hertel-Gruppe, die weltweit 70 Niederlassungen zählte. Das Unternehmen erbrachte von nun an einen Umsatz von 1,8 Milliarden Euro mit insgesamt 17.000 Angestellten. Innerhalb der Gruppe sind mehr als 15 Länder vertreten und es werden acht Sprachen gesprochen. Die Gruppe ist weltweit führend bei Betonmischern, europaweit führend bei Gerüsten und Schubkarren und in Frankreich führend bei Rohrleitungsgeräten für Kommunen.
Altrad wurde 2005 zum Ritter der Ehrenlegion und 2014 zum Offizier derselbigen ernannt. Er erhielt 2015 den „EY Entrepreneur of the Year Award“ von der Unternehmensberatung Ernst & Young.
Altrad ist nebenher seit 2011 Besitzer des Rugbyclubs Montpellier Hérault Rugby; dessen Frauenmannschaft wurde 2013, 2014 und 2015 französischer Meister. Altrad schreibt Managementbücher und hat bis 2015 fünf Romane veröffentlicht.

## Schriften
- La promesse d'Annah. Roman. Arles : Actes sud, 2012
- mit Carole Richard: Le management d'un groupe international. Paris : Éd. Eska, 2008
- L'hypothèse de Dieu. Arles : Actes Sud, 2006
- Bédouin. Paris : Éd. France loisirs, 2003
- Eden : l'extrême tu éviteras. Roman. Paris : L'Harmattan, 1998
- Badawi. Paris : Editions L'Harmattan, 1994
- Badawi. Langenfeld : Hellwach Verlag, 2020 (deutsche Übersetzung von Roswitha Kortheuer und Christel Schirmer)
- Ecouter, harmoniser, diriger : un certain art du management. Noisiel : Presses du management, 1992
- Stratège de groupe. Paris : Chotard, 1989
- Conception, étude et réalisation d' un moniteur industriel temps réel (MIT). Dissertation Université de Paris VIII, 1978